# Megalosauridae
Megalosauridae é uma família monofilética de dinossauros terópodes carnívoros dentro do grupo Megalosauroidea. Surgidos no Jurássico Médio, os megalossaurídeos estavam entre a primeira grande radiação de grandes dinossauros terópodes. Eles eram um grupo relativamente primitivo de tetanuranos basais contendo duas subfamílias principais, Megalosaurinae e Afrovenatorinae, juntamente com o gênero basal Eustreptospondylus, um táxon não resolvido que difere de ambas as subfamílias.
O megalossaurídeo definidor, Megalosaurus bucklandii, foi nomeado e descrito pela primeira vez em 1824 por William Buckland após múltiplas descobertas em Stonesfield, Oxfordshire, Reino Unido. O Megalosaurus foi o primeiro dinossauro formalmente descrito e foi a base para o estabelecimento do clado Dinosauria. É também um dos maiores dinossauros carnívoros conhecidos do Jurássico Médio, com o fêmur mais bem preservado medindo 805 mm e uma massa corporal proposta em torno de 943 kg.  Megalosauridae tem sido reconhecido principalmente como um grupo europeu de dinossauros, com base em fósseis encontrados na França e no Reino Unido, mas fósseis mostram que o grupo também é encontrado na América do Norte, África, América do Sul e possivelmente na Ásia.
A família Megalosauridae foi definida pela primeira vez por Thomas Huxley em 1869, mas tem sido contestada ao longo da história devido ao seu papel como uma "cesta de lixo" para muitos dinossauros parcialmente descritos ou restos mortais não identificados. Nos primeiros anos da paleontologia, a maioria dos grandes terópodes foi agrupada e até 48 espécies foram incluídas no clado Megalosauria, o clado basal dos Megalosauridae. Com o tempo, a maioria desses táxons foi colocada em outros clados e os parâmetros de Megalosauridae foram significativamente reduzidos. No entanto, ainda há alguma controvérsia sobre se Megalosauridae deve ser considerado um grupo distinto, e os dinossauros desta família continuam sendo alguns dos táxons mais problemáticos de todos os Dinosauria. Alguns paleontólogos, como Paul Sereno em 2005, desconsideraram o grupo devido à sua fundação instável e à falta de filogenia esclarecida. No entanto, pesquisas recentes de Carrano, Benson e Sampson analisaram sistematicamente todos os membros de Tetanurae basais e determinaram que os Megalosauridae deveriam existir como uma família própria. Eles têm sido, em geral, intimamente relacionados à família Spinosauridae.

## Descrição

Comparação de escala de três afrovenatoríneos

Comparação de tamanho das duas espécies de Torvosaurus, entre os maiores megalossaurídeos

Como outros membros de Tetanurae, os megalossaurídeos são terópodes carnívoros caracterizados por grande tamanho e bipedalismo. Especificamente, os megalossaurídeos exibem tamanho especialmente gigante, com alguns membros da família pesando mais de uma tonelada. Com o tempo, há evidências de aumento de tamanho dentro da família. Os megalossaurídeos basais do Jurássico Inferior tinham tamanho corporal menor do que aqueles que apareceram no Jurássico Médio e Superior. Devido a esse aumento de tamanho ao longo do tempo, os Megalosauridae parecem seguir um padrão de aumento de tamanho semelhante ao de outros terópodes de tamanho gigante, como os Spinosauridae. Esse padrão segue a regra de Cope, a postulação do paleontólogo Edward Cope sobre o aumento evolutivo no tamanho corporal.

### Morfologia dentária

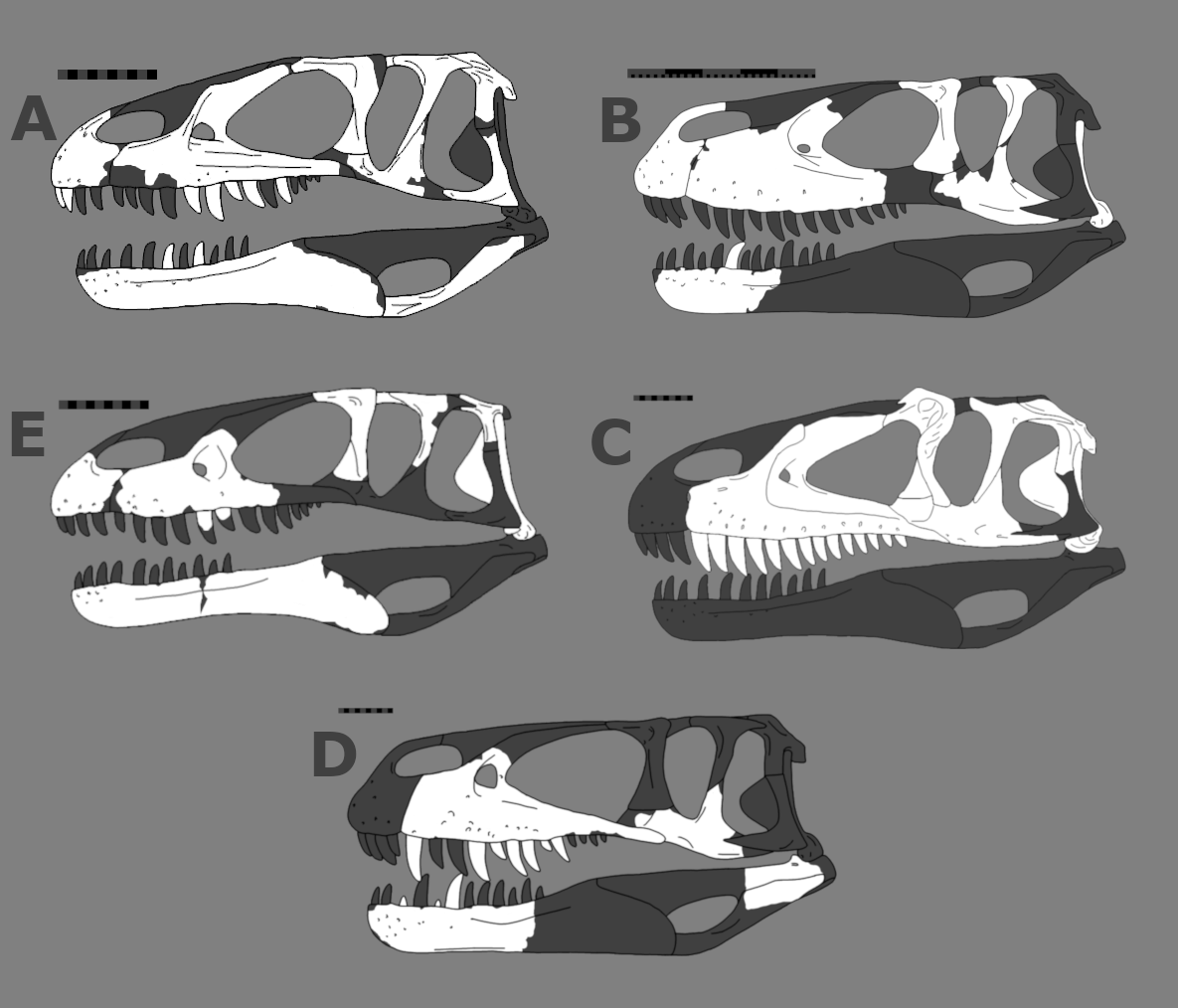
Crânios de megalossaurídeos (A)Dubreuillosaurus, (B)Torvosaurus, {C)Afrovenator, (D) Megalosaurus e (E) Eustreptospondylus

Achados dentários são frequentemente usados para diferenciar entre vários terópodes e para informar melhor a filogenia cladística. A morfologia dentária e os marcadores evolutivos dentais são propensos à homoplasia e desaparecem ou reaparecem ao longo da história. No entanto, os megalossaurídeos têm várias condições de dentadura específicas que os diferenciam de outros terópodes basais. Uma condição dentária presente em Megalosauridae são múltiplas rugas de esmalte perto da carina, a borda afiada ou fileira de serrilhas do dente. Dentes ornamentados e uma superfície de esmalte bem marcada também caracterizam os megalossaurídeos basais. A ornamentação e a superfície bem marcada aparecem nos primeiros megalossaurídeos, mas desaparecem nos megalossaurídeos derivados, sugerindo que a condição foi perdida ao longo do tempo, à medida que os megalossaurídeos aumentaram de tamanho.

## Classificação

### Classificação histórica

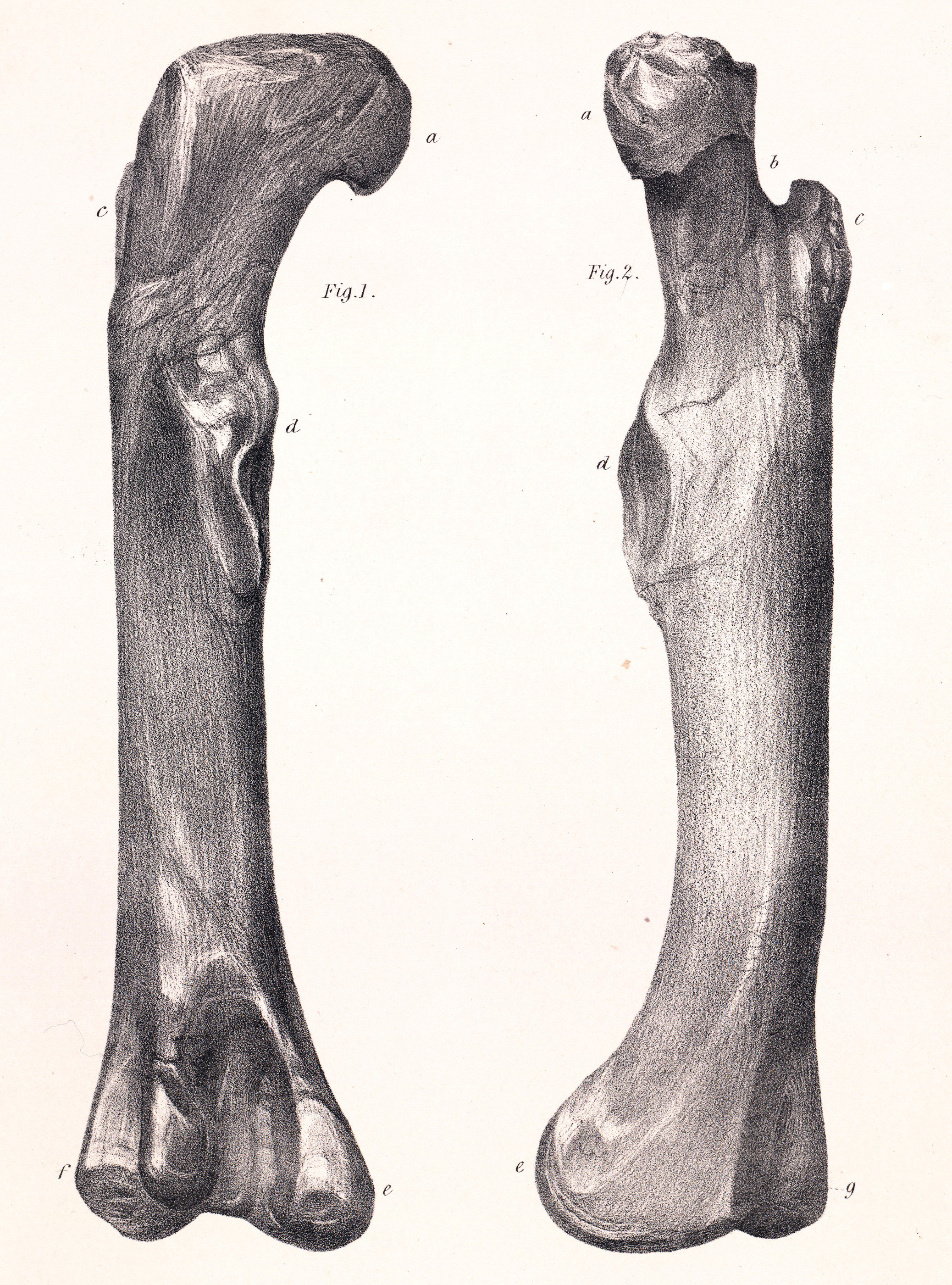
Fêmur de Megalosaurus

Desde o início da família, muitos espécimes encontrados em campo foram erroneamente classificados como megalossaurídeos. Por exemplo, a maioria dos grandes carnívoros encontrados por cerca de um século após a nomeação de Megalosaurus bucklandii foram colocados em Megalosauridae. Megalosaurus foi o primeiro achado paleontológico de seu tipo quando William Buckland descobriu um fêmur gigante e o nomeou em 1824, antecedendo até mesmo o termo Dinosauria. Quando inicialmente definida, a espécie M. bucklandii foi anatomicamente baseada em vários ossos dissociados encontrados em pedreiras ao redor da vila de Stonesfield, Reino Unido. Algumas dessas primeiras descobertas incluíram um dentário direito com um dente bem preservado, costelas, ossos pélvicos e vértebras sacrais. Como os primeiros paleontólogos e pesquisadores encontraram mais ossos de dinossauros na área circundante, eles atribuíram todos eles a M. bucklandii, já que era o único dinossauro nomeado e descrito neste ponto da história. Portanto, a espécie foi inicialmente descrita e classificada por uma série de características possivelmente não relacionadas.
A paleontologia moderna começou a abordar a problemática separação cladística dos Megalosauridae no início do século XX. Friedrich von Huene separou os terópodes carnívoros, que haviam sido agrupados na ampla categoria de megalossaurídeos, em duas famílias distintas: terópodes maiores, de tamanho mais gigante, e terópodes menores, de constituição mais leve. Esses dois grupos foram denominados Coelurosauria e Pachypodosauria, respectivamente. Posteriormente, Huene distinguiu entre dinossauros carnívoros e herbívoros em Pachypodosauria, colocando os carnívoros em um novo grupo, Carnosauria.
À medida que mais informações eram descobertas sobre terópodes basais e características filogenéticas, os paleontólogos modernos começaram a questionar a nomenclatura adequada para esse grupo. Em 2005, o paleontólogo Paul Sereno rejeitou o uso do clado Megalosauridae devido à sua história inicial ambígua, em favor do nome Torvosauridae. Hoje, aceita-se que os megalosaurídeos existiram pelo menos como um grupo de tetanuranos basais, devido ao fato de possuírem mais táxons derivados do que os ceratossaurianos e que o nome Megalosauridae deveria representar esse grupo. Megalosauridae também tem prioridade sobre Torvosauridae segundo as regras da ICZN que regem os nomes de família.

### Filogenia
Megalosauridae foi definido filogeneticamente pela primeira vez em 1869 por Thomas Huxley, mas foi usado como um clado "cesta de lixo" por muitos anos. Em 2002, Ronan Allain redefiniu o clado após descobrir um crânio completo de megalossaurídeo no noroeste da França da espécie Poekilopleuron. Usando os caracteres descritos neste estudo, Allain definiu Megalosauridae como dinossauros, incluindo Poekilopleuron valesdunesis, agora conhecido como Dubreuillosaurus, Torvosaurus, Afrovenator e todos os descendentes de seu ancestral comum. Allain também definiu dois táxons dentro de Megalosauridae: Torvosaurinae foi definido como todos os Megalosauridae mais intimamente relacionados a Torvosaurus do que a Poekilopleuron e Afrovenator, e Megalosaurinae foi definido como todos aqueles que são mais intimamente relacionados a Poekilopleuron. Megalosauridae também se enquadra no clado basal Megalosauroidea, que também inclui Spinosauridae. No entanto, muitos táxons ainda são bastante instáveis e não podem ser classificados em um único clado com absoluta certeza. Por exemplo, Eustreptospondylus e Streptospondylus, embora ambos sejam definidos como Megalosauridae, são frequentemente excluídos para criar cladogramas mais estáveis, uma vez que não estão definidos para um subgrupo específico. O cladograma apresentado aqui segue Benson (2010) e Benson et al. (2010).
|  | Eustreptospondylus                                               |
|  |                                                                  |
|  | \| \| Magnosaurus \| \| \| \| \| \| Streptospondylus \| \| \| \| |
|  |                                                                  |
|  | Magnosaurus                                                      |
|  |                                                                  |
|  | Streptospondylus                                                 |
|  |                                                                  |

|  | Magnosaurus      |
|  |                  |
|  | Streptospondylus |
|  |                  |

|  | Afrovenator      |
|  |                  |
|  | Dubreuillosaurus |
|  |                  |

|  | Megalosaurus  |
|  |               |
|  | Torvosaurus   |
|  |               |
|  | Wiehenvenator |
|  |               |

|  | Afrovenator      |
|  |                  |
|  | Dubreuillosaurus |
|  |                  |

|  | Megalosaurus  |
|  |               |
|  | Torvosaurus   |
|  |               |
|  | Wiehenvenator |
|  |               |

|  | Eustreptospondylus                                               |
|  |                                                                  |
|  | \| \| Magnosaurus \| \| \| \| \| \| Streptospondylus \| \| \| \| |
|  |                                                                  |
|  | Magnosaurus                                                      |
|  |                                                                  |
|  | Streptospondylus                                                 |
|  |                                                                  |

|  | Magnosaurus      |
|  |                  |
|  | Streptospondylus |
|  |                  |

|  | Afrovenator      |
|  |                  |
|  | Dubreuillosaurus |
|  |                  |

|  | Megalosaurus  |
|  |               |
|  | Torvosaurus   |
|  |               |
|  | Wiehenvenator |
|  |               |

|  | Afrovenator      |
|  |                  |
|  | Dubreuillosaurus |
|  |                  |

|  | Megalosaurus  |
|  |               |
|  | Torvosaurus   |
|  |               |
|  | Wiehenvenator |
|  |               |